# Nostalgia (film, 2018)
Pour les articles homonymes, voir Nostalgia.
Pour plus de détails, voir Fiche technique et Distribution.
Nostalgia est un film dramatique américain écrit par Mark Pellington et Alex Ross Perry, réalisé par Mark Pellington et sorti en 2018.

## Synopsis
Le film est une patchwork de tranches de vie de personnages réunis par la perte, le deuil d’un parent, et donne un éclairage sur la manière dont ils trouvent l’amour et le réconfort dans les souvenirs et les objets.

## Fiche technique
- Titre : Nostalgia
- Réalisation : Mark Pellington
- Scénario : Mark Pellington et Alex Ross Perry
- Musique : Laurent Eyquem
- Photographie : Matt Sakatani Roe
- Montage : Arndt-Wulf Peemöller
- Direction artistique : Jacqueline Glynn
- Pays de production :  États-Unis
- Société de production : Tom Gorai (en)
- Langue originale : anglais
- Durée : 114 minutes
- Dates de sortie : 
  - États-Unis : 6 janvier 2018 (festival de Palm Springs)
  - États-Unis : 16 février 2018 (sortie nationale)

## Distribution
- Jon Hamm : Will Beam
- Catherine Keener : Donna Beam, sœur de Will
- John Ortiz : Daniel Kalman, un agent d'assurance
- Nick Offerman : Henry Greer
- James LeGros : Patrick Beam, l'époux de Donna
- Bruce Dern : Ronald Ashemore
- Ellen Burstyn : Helen Greer, l'épouse d'Henry
- Annalise Basso : Tallie Beam, fille de Patrick and Donna
- Ashlyn Faith Williams : Hillary
- Joanna Going : Marge
- Arye Gross : Riley O’Bryan
- Mikey Madison : Kathleen, une amie de Tallie
- Chris Marquette : Craig
- Jennifer Mudge (en) : Caitlin
- Patton Oswalt : Peter
- Amber Tamblyn : Bethany Ashemore, petite-fille de Ronald

## Distinctions
- World Soundtrack Awards 2018 : prix du public de la meilleure musique de film pour Laurent Eyquem (et nomination pour le prix de la meilleure musique originale de l'année)